# Berschbach
Berschbach (en luxemburguès: Bierschbech; en alemany: Berschbach) és una vila de la comuna de Mersch situada al districte de Luxemburg del cantó de Mersch. Està a uns 14,8 km de distància de la ciutat de Luxemburg.